# 248-я стрелковая дивизия (3-го формирования)
248-я стрелковая дивизия (3-го формирования) — пехотное соединение в составе Вооружённых сил СССР во время Великой Отечественной войны.

## История формирования и боевой путь дивизии
6 сентября 1942 года в посёлке Тинаки на базе 1 и 2-го Астраханских сводных курсантских полков была сформирована 248-я стрелковая дивизия (3-го формирования)
10 сентября 1942 года на базе курсантских полков Астраханского военного училища была сформирована 248-я сд.
1-й сводный курсантский полк был укомплектован курсантами 1-го Астраханского пехотного училища (начальник училища — полковник И. И. Шапкин), 2-й сводный курсантский полк был укомплектован курсантами 2-го Астраханского (бывшего Ленинградского) пехотного училища (начальник училища — полковник М. С. Юргелас) и Астраханской авиационной школы механиков.
1-й сводный курсантский полк был переименован в 899-й стрелковый полк, а 2-й сводный курсантский полк — в 902-й стрелковый полк. На основе стоявшего в Астрахани запасного полка был сформирован 905-й стрелковый полк.
В состав дивизии вошли 899-й, 902-й и 905-й стрелковые полки, 771-й артиллерийский полк, 199-й отдельный пулемётный батальон, 412-й отдельный сапёрный батальон, отдельный учебный батальон, 302-й истребительно-противотанковый дивизион, 80-я отдельная зенитно-артиллерийская батарея и другие подразделения.
До ноября 1942 года дивизия занимала фронт на подступах к Астрахани. 20 ноября 1942 года 28-я армия перешла в наступление на Элисту, при этом дивизия находилась во втором эшелоне. С 18 января 1943 года дивизия участвовала в наступлении на Батайск. Немецкие войска, отходя к Ростову, совершали непрерывные контратаки. Дивизия была рассечена на несколько частей. 29 января 1943 года был тяжело ранен командир дивизии полковник Галай, погиб в бою командир 905-го стрелкового полка. На 1 февраля 1943 года в дивизии осталось лишь 1473 человек. После пополнения на 1 апреля 1943 года численность дивизии была 7122 человек. В августе-сентябре 1943 года дивизия участвовала в освобождении Донбасса.
Затем дивизия участвовала в битве за Днепр, освобождала Одессу, участвовала в Ясско-Кишиневской операции, в Висло-Одерской операции.
Дивизия закончила войну в Берлине, участвуя в штурме Берлина.
Сводный полк 248-й стрелковой дивизии 5-й УдА, штурмовавшей Берлин, принимал участие в параде Победы союзнических войск СССР, США, Великобритании и Франции под руководством Маршала Советского Союза Г. К. Жукова во Второй Мировой войне, состоявшемся 7 сентября 1945 года в Берлине, у Бранденбургских ворот.

## Полное название
248-я стрелковая Одесская Краснознамённая дивизия.

## Периоды вхождения в состав Действующей армии
- 10 сентября 1942 года — 5 сентября 1944 года;
- 30 октября 1944 года — 9 мая 1945 года[7].

## Подчинение
- С октября 1942 по май 1943 года — 28-я армия;
- С мая 1943 года по август 1943 года — 37-й стрелковый корпус, 44-я армия;
- С августа 1944 года по ноябрь 1943 года — 37-й стрелковый корпус, 28-я армия;
- С ноября 1943 года по январь 1944 года — 37-й стрелковый корпус, 3-я гвардейская армия;
- С марта 1944 года по май 1945 года — 37-й стрелковый корпус, 5-я ударная армия.

## Состав
- 899-й стрелковый Берлинский ордена Кутузова полк: командир - гв. полковник Паровышников, Михаил Гаврилович (на апрель 1944 года)[8]
- 902-й стрелковый Берлинский ордена Кутузова полк
- 905-й стрелковый Берлинский ордена Богдана Хмельницкого полк: майор - Филатов, Дмитрий Терентьевич[9]
- 771-й артиллерийский полк (командиры: 
  - подполковник Дунин, Сергей Еремеевич (после 10.04.1944 - до март 1945 года)[10]
  - подполковник Братченко, Илья Матвеевич (май 1945 года)[11])
- 199-й отдельный пулемётный батальон
- 442-й (412-й) отдельный сапёрный батальон
- отдельный учебный батальон
- 664-й отдельный батальон связи (241-я отдельная рота связи)
- 302-й отдельный истребительно-противотанковый дивизион
- 80-я отдельная зенитно-артиллерийская батарея
- 323-я отдельная разведывательная рота
- 277-й отдельный медико-санитарный батальон
- 242-я отдельная рота химической защиты
- 175-я автотранспортная рота
- 469-я полевая хлебопекарня
- 74-й дивизионный ветеринарный лазарет
- 16200-я (1803-я) полевая почтовая станция
- 7208-я полевая касса Государственного банка[7]

## Командный состав

### Командиры дивизии
- Алексеев, Леонид Николаевич (06.09.1942 — 21.12.1942), полковник;
- Галай, Николай Захарович (22.12.1942 — 01.02.1943), подполковник[12];
- Ковалёв, Иван Данилович (02.02.1943 — 28.04.1943), подполковник, полковник[13];
- Галай, Николай Захарович (29.04.1943 — 09.05.1945) полковник, генерал-майор[14].

- Миронов, Андрей Яковлевич (.03.1946 — .10.1946), полковник

### Комиссар дивизии
- Поваров Иван Матвеевич (1904-29.01.1943), полковник

### Начальник штаба
- Коняшко, Григорий Филиппович, подполковник (на август 1943 года)[15], полковник (на декабрь 1943 года)[16]

#### Начальник артиллерии
- Ковалёв, Иван Данилович (август 1942 — февраль 1944, апрель 1943 — май 1944) подполковник, (c 22 февраля 1943 года — полковник

## Награды дивизии
- 19 апреля 1944 года — Почетное наименование «Одесская» — присвоено приказом Верховного Главнокомандующего № 099 от 19 апреля 1944 года в ознаменование одержанной победы и отличие в боях за освобождение Одессы
- 5 апреля 1945 года —  Орден Красного Знамени — награждена указом Президиума Верховного Совета СССР за образцовое выполнение заданий командования в боях с немецкими захватчиками при вторжении в немецкую Померанию и проявленные при этом доблесть и мужество[17]

Награды частей дивизии:
- 899-й стрелковый Берлинский ордена Кутузова[18] полк
- 902-й стрелковый Берлинский ордена Кутузова[18] полк
- 905-й стрелковый Берлинский ордена Богдана Хмельницкого (II степени)[18] полк
- 771-й артиллерийский ордена Александра Невского[18] полк
- 664-й отдельный ордена Красной Звезды[19]батальон связи
- 442-й отдельный сапёрный ордена Красной Звезды[19]батальон

## Отличившиеся воины дивизии
Герои Советского Союза:
| Награда | Ф. И.О                        | Должность                                                        | Звание            | Дата награждения   | Примечания                       |
| ------- | ----------------------------- | ---------------------------------------------------------------- | ----------------- | ------------------ | -------------------------------- |
|         | Андреев, Герман Иванович      | командир батальона 905-го стрелкового полка                      | майор             | 15 мая 1946 года   |                                  |
|         | Карпинский, Франц Филиппович  | командир сапёрного взвода 442-го отдельного сапёрного батальона  | старший лейтенант | 15 мая 1946 года   | умер от ран 16 мая 1945 года     |
|         | Ковтун, Василий Семёнович     | наводчик противотанкового ружья 902-го стрелкового полка         | красноармеец      | 15 мая 1946 года   |                                  |
|         | Кольцов, Павел Фёдорович      | командир пулемётного расчёта 905-го стрелкового полка            | младший сержант   | 15 мая 1946 года   |                                  |
|         | Ленёв, Георгий Матвеевич      | командир 902-го стрелкового полка                                | подполковник      | 6 апреля 1945 года |                                  |
|         | Максименко, Илья Архипович    | орудийный номер батареи 771-го артиллерийского полка             | ефрейтор          | 31 мая 1945 года   | Погиб в бою 13 февраля 1945 года |
|         | Пудовкин, Павел Григорьевич   | помощник командира взвода 905-го стрелкового полка               | старший сержант   | 19 марта 1944 года | посмертно                        |
|         | Седукевич, Сергей Евстафьевич | командир батареи 45-мм пушек                                     | капитан           | 24 марта 1945 года |                                  |
|         | Степанюк, Григорий Федосеевич | командир отделения разведки батареи 771-го артиллерийского полка | младший сержант   | 24 марта 1945 года | посмертно                        |
|         | Сысоев, Пётр Акимович         | помощник командира взвода 902-го стрелкового полка               | старший сержант   | 15 мая 1946 года   |                                  |
|         | Толокнов, Борис Андреевич     | командир пулемётной роты 899-го стрелкового полка                | капитан           | 31 мая 1945 года   | Погиб в бою 2 февраля 1945 года  |

 Кавалеры ордена Славы трёх степеней.
- Карасёв Николай Трофимович, ефрейтор, сапёр 442 отдельного сапёрного батальона. Указ Президиума Верховного Совета СССР от 24 марта 1945 года. Умер от ран в сентябре 1946 года.